# العلاقات السيراليونية الغيانية
العلاقات السيراليونية الغيانية هي العلاقات الثنائية التي تجمع بين سيراليون وغيانا.

## مقارنة بين البلدين
هذه مقارنة عامة ومرجعية للدولتين:
| وجه المقارنة                                              | سيراليون       | غيانا        |
| --------------------------------------------------------- | -------------- | ------------ |
| المساحة (كم2)                                             | 71.74 ألف      | 214.97 ألف   |
| عدد السكان (نسمة)                                         | 7.56 مليون     | 777.86 ألف   |
| الكثافة السكانية (ن./كم²)                                 | 105.38         | 3.62         |
| العاصمة                                                   | فريتاون        | جورج تاون    |
| اللغة الرسمية                                             | لغة إنجليزية   | لغة إنجليزية |
| العملة                                                    | ليون سيراليوني | دولار غياني  |
| الناتج المحلي الإجمالي (بليون دولار)                      | 3.77 مليار     | 3.68 مليار   |
| الناتج المحلي الإجمالي (تعادل القوة الشرائية) بليون دولار | 10.13 مليار    | 5.77 مليار   |
| الناتج المحلي الإجمالي الاسمي للفرد دولار أمريكي          | 653            | 4.13 ألف     |
| الناتج المحلي الإجمالي للفرد دولار أمريكي                 | 1.97 ألف       |              |
| مؤشر التنمية البشرية                                      | 0.413          |              |
| رمز المكالمات الدولي                                      | +232           | +592         |
| رمز الإنترنت                                              | .sl            | .gy          |
| المنطقة الزمنية                                           | 00             | 00           |

## منظمات دولية مشتركة
يشترك البلدان في عضوية مجموعة من المنظمات الدولية، منها:
| علم المنظمة | اسم المنظمة                                 | تاريخ انضمام سيراليون | تاريخ انضمام غيانا |
| ----------- | ------------------------------------------- | --------------------- | ------------------ |
|             | مؤسسة التنمية الدولية                       | 13 نوفمبر 1962        | 4 يناير 1967       |
|             | يونسكو                                      | 28 مارس 1962          | 21 مارس 1967       |
|             | مؤسسة التمويل الدولية                       | 10 سبتمبر 1962        | 4 يناير 1967       |
|             | منظمة حظر الأسلحة الكيميائية                | ?                     | ?                  |
|             | الأمم المتحدة                               | 27 سبتمبر 1961        | 20 سبتمبر 1966     |
|             | الاتحاد الدولي للاتصالات                    | 30 ديسمبر 1961        | 8 مارس 1967        |
|             | منظمة الشرطة الجنائية الدولية               | ?                     | ?                  |
|             | البنك الدولي للإنشاء والتعمير               | 10 سبتمبر 1962        | 26 سبتمبر 1966     |
|             | الاتحاد البريدي العالمي                     | ?                     | ?                  |
|             | المركز الدولي لتسوية المنازعات الاستشارية   | 14 أكتوبر 1966        | 10 أغسطس 1969      |
|             | وكالة ضمان الاستثمار متعدد الأطراف          | 20 يونيو 1996         | 18 يناير 1989      |
|             | مجموعة دول أفريقيا والكاريبي والمحيط الهادئ | ?                     | ?                  |
|             | منظمة التجارة العالمية                      | ?                     | ?                  |
|             | دول الكومنولث                               | 1961                  | ?                  |

## وصلات خارجية
- موقع وزارة الخارجية الغيانية